# Puzur-Aixur II
Puzur-Aixur II o Puzur-Aššur II va ser rei d'Assíria, fill i successor de Sargon I segons la Llista dels reis d'Assíria, i es creu que va regnar entre els anys 1850 aC i 1830 aC però que podria ser una mica més antic (potser del 1865 aC a 1857 aC). El seu regnat només hauria durat 8 anys.
El seu govern hauria acabat amb la conquesta d'Assur per Naram-Sin d'Eixnunna i aquest rei sembla que no pot ser anterior a l'any 1840 aC, i hauria fet la conquesta avançat el seu regnat. Així doncs o el seu regnat va durar més o hi ha un buit entre Puzur-Aixur i Naram-Sin, i potser hi va haver dos Naram-Sin, el d'Eixnunna i el d'Assur, ja que Naram-Sin s'esmenta a les Llistes reials com a fill de Puzur-Aixur II i totes les fonts el fan uns 30 o 40 anys anterior a Naram-Sin d'Eixnunna.

## Oficials limmu pels anys del seu regnat
Els oficials anuals (limmu) de Puzur-Aixur, són els que segueixen. Les dates estan basades en l'any 1833 aC quan s'esmenta un eclipsi solar que s'ha pogut datar, sota el limmu de Puzur-Ištar.
1865 Aššur-iddin fill de Šuli

1864 Aššur-nada fill de Puzur-Ana

1863 Kubia fill de Karria

1862 Ili-dan fill d'Elali

1861 Ṣilulu fill d'Uku

1860 Aššur-nada fill d'Ili-binanni

1859 Ikuppi-Ištar fill d'Ikua

1858 Buzutaya fill de Šuli

1857 Innaya fill d'Amuraya